# Urania (Wenen)

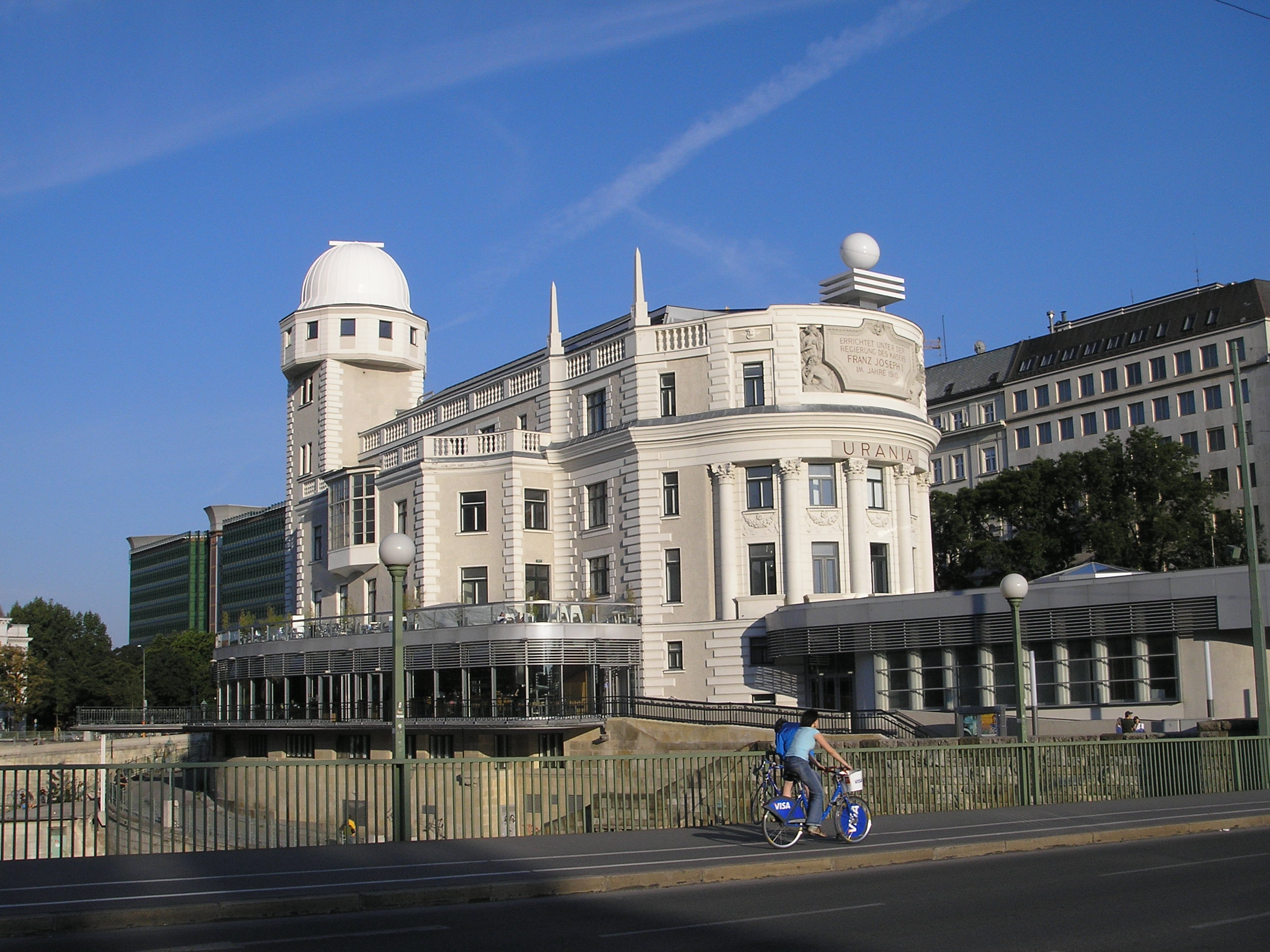
Gezien vanaf het Donaukanaal, 2005.

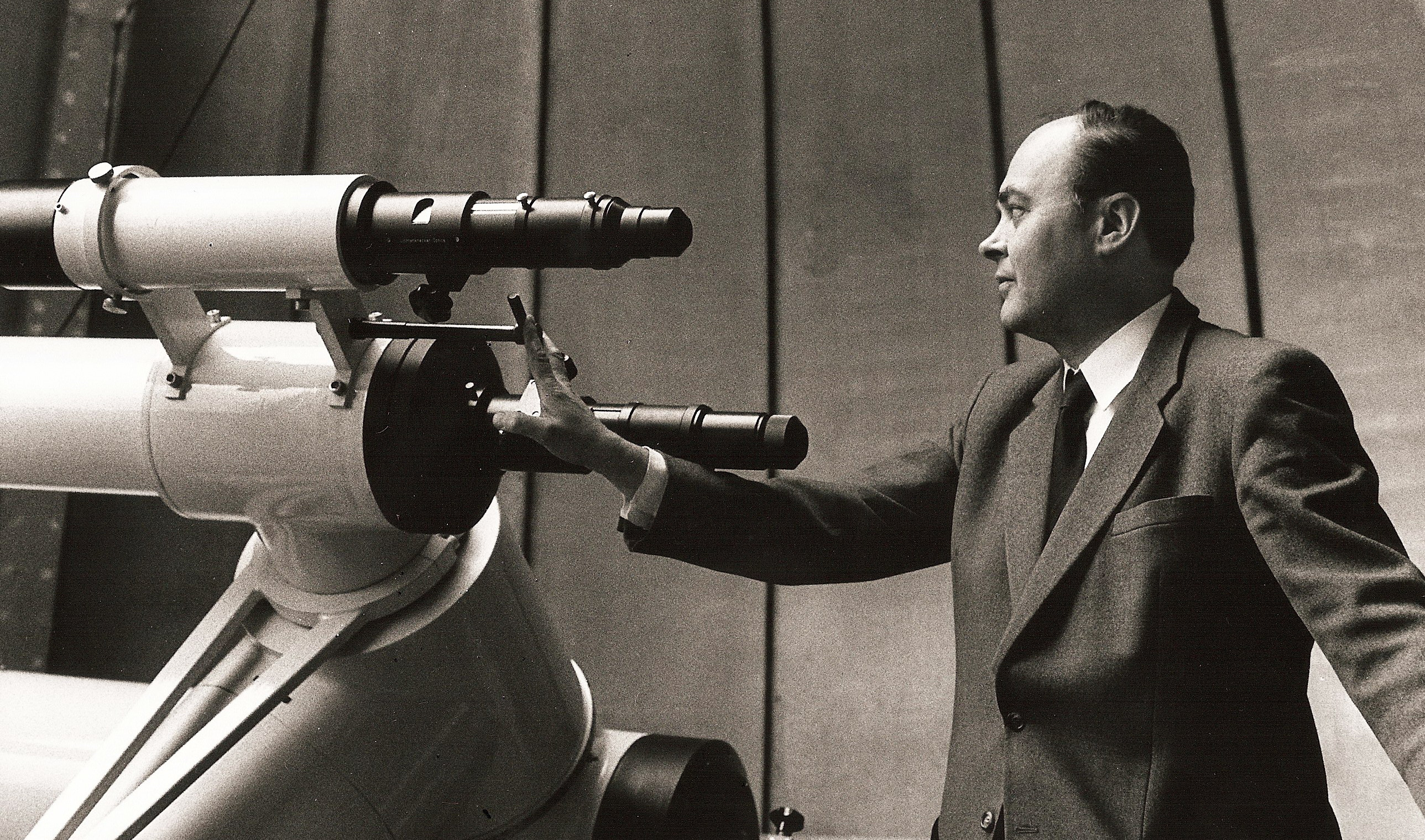
Hermann Mucke, hoofd van de sterrenwacht van 1971 tot 2000.

De Urania is een volkshogeschool met sterrenwacht in de Oostenrijkse hoofdstad Wenen, opgericht in 1897 als de vereniging "Wiener Urania" naar het voorbeeld van Urania Berlin en sinds 1910 gevestigd in een eigen jugendstil-gebouw van architect Max Fabiani aan de monding van de Wien in het Donaukanaal. Urania was de muze van de astronomie in de Griekse mythologie.
De Duitse astronoom Oswald Thomas leidde het observatorium toen er in 1927 een planetarium met de eerste Zeiss-projector buiten Duitsland werd gebouwd. Behalve wetenschappelijk onderzoek stimuleerde hij ook het populariseren van de wetenschap en amateurastronomie. Zijn standaardprogramma Der Himmel über Wien werd meer dan duizend keer vertoond.
In de Tweede Wereldoorlog liep het gebouw grote schade op. Het observatorium in de verhoogde koepel inclusief de Zeiss-refractor werd in november 1944 volledig verwoest. Het werd gerestaureerd en heropende in maart 1957, maar de gebruikte techniek is steeds met zijn tijd blijven meegaan. In 1980 werd een cassegrainrefractor in gebruik genomen met een hoofdspiegel van 300 mm in diameter en een brandpuntsafstand van 5,35 m.
Urania is een van de drie sterrenwachten in de stad, naast de sterrenwacht van Kuffner in Ottakring en die van de Weense universiteit. Er worden cursussen en lezingen op uiteenlopend gebied georganiseerd, en er is een theaterzaal waar het jaarlijkse filmfestival van Wenen wordt gehouden. Het instituut maakt thans deel uit van de "GmbH die Wiener Volkshochschulen".